# Moneyball: The Art of Winning an Unfair Game
Cet article concerne le livre de Michael Lewis. Pour le film de Bennett Miller qui en est adapté, voir Le Stratège.
Moneyball: The Art of Winning an Unfair Game est un ouvrage américain de Michael Lewis publié en 2003. Il décrit l'approche moderne analytique, dite sabermétrie (sabermetrics en anglais), mise en place par Billy Beane, directeur général des Athletics d'Oakland, pour monter une équipe compétitive en Ligue majeure de baseball malgré la situation financière défavorable de la franchise. 
Le Stratège, un film basé sur cet ouvrage sort le 23 septembre 2011 au Québec et le 9 novembre 2011 en France. Brad Pitt joue le rôle principal.

## Synopsis
Moneyball part de l'idée que la connaissance collective des professionnels du baseball (joueurs, managers, entraîneurs, recruteurs et dirigeants) du siècle dernier est subjective et faillible. Suivant cette idée, des statistiques telles que les buts volés (SB), points produits (RBI) et moyenne au bâton (AVG), alors utilisées fréquemment pour évaluer les joueurs, sont des reliques du XIXe siècle et ne permettent pas de refléter le vrai niveau des joueurs. D'après le livre, la direction des Athletics d'Oakland a décidé d'utiliser des outils d'études plus empiriques pour mieux évaluer le potentiel des sportifs et ainsi construire une équipe à budget modeste mais compétitive en Ligue majeure. 
Les études statistiques ont démontré que les moyennes de moyenne de présence sur les buts (OBP) et de puissance (SLG) sont de meilleurs indicateurs de la performance offensive d'un joueur, et les A's étaient convaincus que ces qualités intrinsèques étaient accessibles plus facilement sur le marché que les qualités historiques de vitesse et capacité de contact. Ces observations ne sont pas partagées par tous les acteurs du baseball professionnel conventionnel[réf. nécessaire]. 
Grâce à ce travail d'étude statistique, l'équipe 2002 des Athletics était aussi compétitive avec une masse salariale de 41 millions de $US que les grosses écuries de la Ligue américaine telles que les Yankees de New York qui elles disposaient de 125 millions $US. En raison de ses faibles revenus, Oakland fait partie des franchises forcées de trouver des joueurs sous-évalués sur le marché (repêchage amateur) et cette nouvelle technique semble alors porter ses fruits. 
Dans son ouvrage, Michael Lewis aborde l'opposition entre les visions traditionalistes et les concepts modernes des défenseurs de la sabermétrie (sabermetrics en anglais), le lissage des inégalités d'accès à l'expertise grâce à la démocratisation de l'information, et la course à la rentabilité forcée par le capitalisme. Il évoque aussi l'effort que la franchise a consenti à mesure que la technique mise en place par Billy Beane a été copiée par les autres équipes de la MLB, forçant le club à se pencher sur les évaluations des qualités défensives en plus des offensives. 
Moneyball aborde aussi la méthode de prospection des dépisteurs des A's. Selon les défenseurs de la sabermétrie, un joueur évoluant en université a de plus grandes chances d'évoluer en MLB qu'un joueur repêché à l'école secondaire. D'après Beane, le risque est plus important quand on choisit un joueur de l'école secondaire, quelle que soit son évaluation physique et mentale faite par les recruteurs, que lorsqu'on sélectionne un joueur d'université. Lewis cite Jeremy Bonderman, joueur de ligue mineure des A's, comme un exemple classique de joueur sélectionné par la franchise en 2001 avec un avis défavorable de Beane. Bonderman avait toutes les capacités pour évoluer un jour au niveau MLB, mais des milliers de joueurs signés par des franchises n'ont pas réussi à atteindre le plus haut niveau du baseball américain. Il détaille l'approche de Beane lors du repêchage amateur de 2002 où la franchise choisit de nombreux joueurs très tôt pendant la période de recrutement (chaque équipe choisit à tour de rôle et sur plusieurs tours). Le livre décrit les échanges intenses entre le directeur général et son équipe de dépisteurs, plus favorable aux techniques traditionnelles de recrutement, dans ce qui est pourtant considéré à l'époque comme une très bonne campagne de recrutement pour la franchise. 
Enfin, l'ouvrage retrace l'histoire du mouvement de la sabermétrie jusqu'à Bill James et Craig R. Wright. Michael Lewis explique comment Baseball Abstract, une publication annuelle de James de la fin des années 1970 à la fin des années 1980, a influencé toute une génération de jeunes qui intègrent les sphères de management des organisations professionnelles de la MLB depuis les années 2000.

## Impact
Moneyball a eu un tel impact sur le baseball professionnel que le terme est entré dans le lexique du baseball. Les équipes qui se basent sur les principes de la sabermétrie sont souvent qualifiées de moneyball. Certains partisans des techniques traditionnelles de recrutement du baseball, comme des recruteurs ou des journalistes, sont critiques envers cette méthode et préfèrent donner la primeur aux techniques traditionnelles de jugement de valeur des joueurs. Néanmoins, l'impact de Moneyball sur les directions des franchises de la Ligue majeure de baseball est indéniable : des équipes telles que les Mets de New York, Yankees de New York, Padres de San Diego, Cardinals de Saint-Louis, Red Sox de Boston, Nationals de Washington, Diamondbacks de l'Arizona, Indians de Cleveland et les Blue Jays de Toronto ont embauché des spécialistes de sabermétrie à temps plein. 
Depuis la publication de l'ouvrage, Lewis a discuté d'une suite appelée Underdogs, qui revisiterait les diverses fortunes des joueurs concernés au cours de leurs carrières. Quand les Mets ont embauché Sandy Alderson, le prédécesseur de Billy Beane, comme directeur général en 2010 ainsi que Paul DePodesta et J. P. Ricciardi, anciens collaborateurs de Beane chez les Athletics, la franchise est surnommée Moneyball Mets. 
Michael Lewis reconnait que le succès de son livre a peut-être influencé la réussite des Athletics d'Oakland car cela a donné l'occasion aux autres équipes d'utiliser cette technique de recrutement basée sur la sabermétrie.

## Film
Un film homonyme sort le 9 novembre 2011 dans les salles françaises. Il est à l'affiche du festival international du film de Toronto en 2011.
Le script original du film est écrit par Stan Chervin, Steven Soderbergh remplaçant David Frankel comme directeur. Soderbergh se retire en raison de son indisponibilité, car il doit tourner le film Contagion. 
Le 19 juin 2009, quelques jours avant le début du tournage, Sony Pictures Entertainment met l'avenir du film en suspens. Le film requiert des éléments considérés comme non-traditionnels pour un film sportif, tels que des interviews avec les vrais joueurs. Soderbergh est donc licencié et est remplacé par Bennett Miller, le script est réécrit par Aaron Sorkin puis retravaillé par Steven Zaillian. 
Il sort dans les salles aux États-Unis le 23 septembre 2011.

## Dans la culture populaire
L'ouvrage est parodié dans l'épisode des Simpsons MoneyBART où Lisa manage l'équipe de Petites ligues de Bart en utilisant les principes de la sabermétrie. Bill James fait une apparition dans l'épisode. 